# Firminus ciliatus
Firminus ciliatus är en skalbaggsart som beskrevs av Reiche 1862. Firminus ciliatus ingår i släktet Firminus och familjen Melolonthidae. Inga underarter finns listade i Catalogue of Life.